# Home Nations Championship 1896
Home Nations Championship 1896 – czternasta edycja Home Nations Championship, mistrzostw Wysp Brytyjskich w rugby union, rozegrana pomiędzy 4 stycznia a 14 marca 1896 roku. W turnieju zwyciężyła Irlandia.
Zgodnie z ówczesnymi zasadami punktowania przyłożenie i karny były warte trzy punkty, podwyższenie dwa, natomiast pozostałe kopy cztery punkty.

## Mecze
| 4 stycznia 1896 | Anglia                                                                                   | 25:0(17:0) | Walia | Rectory Field, Blackheath Sędzia: Graham Findlay |
| 4 stycznia 1896 | Catell 6 (2P) Fookes 6 (2P) Mitchell 3 (P) Morfitt 6 (2P) Taylor 2 (pd) Valentine 2 (pd) | 25:0(17:0) |       | Rectory Field, Blackheath Sędzia: Graham Findlay |

| 25 stycznia 1896 | Walia                   | 6:0 | Szkocja | Cardiff Arms Park, Cardiff Sędzia: George Harnett |
| 25 stycznia 1896 | Bowen 3 (P) Gould 3 (P) | 6:0 |         | Cardiff Arms Park, Cardiff Sędzia: George Harnett |

| 1 lutego 1896 | Anglia      | 4:10(0:5) | Irlandia                                   | Meanwood Road, Leeds Widzów: 17 858 Sędzia: Graham Findlay |
| 1 lutego 1896 | Byrne 4 (G) | 4:10(0:5) | Sealy 3 (P) Stevenson 3 (P) Bulger 4 (2pd) | Meanwood Road, Leeds Widzów: 17 858 Sędzia: Graham Findlay |

| 15 lutego 1896 | Irlandia | 0:0 | Szkocja | Lansdowne Road, Dublin Sędzia: E.B. Holmes |
| 15 lutego 1896 |          | 0:0 |         | Lansdowne Road, Dublin Sędzia: E.B. Holmes |

| 14 marca 1896 | Szkocja                                             | 11:0(3:0) | Anglia | Old Hampden Park, Glasgow Widzów: 20 000 Sędzia: W.M. Douglas |
| 14 marca 1896 | Fleming 3 (P) Gedge 3 (P) Gowans 3 (P) Scott 2 (pd) | 11:0(3:0) |        | Old Hampden Park, Glasgow Widzów: 20 000 Sędzia: W.M. Douglas |

| 14 marca 1896 | Irlandia                              | 8:4 | Walia       | Lansdowne Road, Dublin Sędzia: E.B. Holmes |
| 14 marca 1896 | Crean 3 (P) Lytle 3 (P) Bulger 2 (pd) | 8:4 | Gould 4 (G) | Lansdowne Road, Dublin Sędzia: E.B. Holmes |

## Inne nagrody
- Calcutta Cup –  Szkocja (po zwycięstwie nad Anglią)